# Svetovno prvenstvo športnih dirkalnikov sezona 1984
Svetovno prvenstvo športnih dirkalnikov sezona 1984 je bila dvaintrideseta sezona Svetovnega prvenstva športnih dirkalnikov, ki je potekalo med 23. aprilom in 2. decembrom 1984. Naslov konstruktorskega prvaka so osvojili  Porsche (C1), Alba-Giannini (C2) in BMW (B), dirkaškega pa Stefan Bellof.

## Spored dirk
| Št | Ime                    | Dirkališče                   | Datum               |
| -- | ---------------------- | ---------------------------- | ------------------- |
| 1  | 1000 km Monze          | Autodromo Nazionale Monza    | 23. april           |
| 2  | 1000 km Silverstona    | Silverstone Circuit          | 13. maj             |
| 3  | 24 ur Le Mansa         | Circuit de la Sarthe         | 16. junij 17. junij |
| 4  | 1000 km Nürburgringa   | Nürburgring                  | 15. julij           |
| 5  | 1000 km Brands Hatcha† | Brands Hatch                 | 29. julij           |
| 6  | 1000 km Mosporta       | Mosport                      | 5. avgust           |
| 7  | 1000 km Spaja          | Circuit de Spa-Francorchamps | 2. september        |
| 8  | 1000 km Imole†         | Autodromo Dino Ferrari       | 16. september       |
| 9  | 1000 km Fujija         | Fuji Speedway                | 30. september       |
| 10 | 1000 km Kyalamija      | Kyalami                      | 3. november         |
| 11 | 1000 km Sandown Parka† | Sandown Park                 | 2. december         |

- † - Ni štela za konstruktorsko prvenstvo.

## Rezultati

### Po dirkah
| Št | Dirkališče        | Zmag. moštvo C1                     | Zmag. moštvo C2                           | Zmag. moštvo B                                        | Poročilo |
| Št | Dirkališče        | Zmag. dirkača(-i) C1                | Zmag. dirkača(-i) C2                      | Zmag. dirkača(-i) B                                   | Poročilo |
| -- | ----------------- | ----------------------------------- | ----------------------------------------- | ----------------------------------------------------- | -------- |
| 1  | Monza             | Rothmans Porsche                    | B.F. Goodrich                             | Jens Winther                                          | Poročilo |
| 1  | Monza             | Derek Bell Stefan Bellof            | Jim Busby Rick Knoop                      | Jens Winther Lars Viggo-Jensen                        | Poročilo |
| 2  | Silverstone       | Rothmans Porsche                    | Jolly Club                                | Racing Team Jürgensen                                 | Poročilo |
| 2  | Silverstone       | Jacky Ickx Jochen Mass              | Almo Coppelli Domenico Pavia Marco Vanoli | Edgar Dören Heinz-Christian Jürgensen Walter Mertes   | Poročilo |
| 3  | La Sarthe         | Joest Racing                        | B.F. Goodrich                             | Helmut Gall                                           | Poročilo |
| 3  | La Sarthe         | Klaus Ludwig Henri Pescarolo        | John O'Steen John Morton Yoshimi Katayama | Pierre de Thoisy Jean-Francois Yvon Philippe Dagoreau | Poročilo |
| 4  | Nürburgring       | Rothmans Porsche                    | Spice-Tiga Racing                         | Helmut Gall                                           | Poročilo |
| 4  | Nürburgring       | Derek Bell Stefan Bellof            | Gordon Spice Ray Bellm Neil Crang         | Helmut Gall Kurt König Altfrid Heger                  | Poročilo |
| 5  | Brands Hatch      | GTi Engineering                     | Spice-Tiga Racing                         | Jens Winther                                          | Poročilo |
| 5  | Brands Hatch      | Johnathan Palmer Jan Lammers        | Ray Bellm Neil Crang                      | Jens Winther Lars Viggo-Jensen David Mercer           | Poročilo |
| 6  | Mosport           | Rothmans Porsche                    | Jolly Club                                | -                                                     | Poročilo |
| 6  | Mosport           | Jacky Ickx Jochen Mass              | Almo Coppelli Guido Dacco                 |                                                       | Poročilo |
| 7  | Spa-Francorchamps | Rothmans Porsche                    | Spice-Tiga Racing                         | Jens Winther                                          | Poročilo |
| 7  | Spa-Francorchamps | Derek Bell Stefan Bellof            | Gordon Spice Ray Bellm Neil Crang         | Jens Winther Lars Viggo-Jensen David Mercer           | Poročilo |
| 8  | Imola             | Brun Motorsport                     | Spice-Tiga Racing                         | Rolf Göring                                           | Poročilo |
| 8  | Imola             | Hans Joachim Stuck Stefan Bellof    | Gordon Spice Ray Bellm Neil Crang         | Rolf Göring Hans-Jürgen Dürig Claude Haldi            | Poročilo |
| 9  | Fuji              | Rothmans Porsche                    | Auto Beaurex Motorsport                   | -                                                     | Poročilo |
| 9  | Fuji              | John Watson Stefan Bellof           | Naoki Nagasaka Keiichi Suzuki             |                                                       | Poročilo |
| 10 | Kyalami           | Martini Racing                      | -                                         | -                                                     | Poročilo |
| 10 | Kyalami           | Riccardo Patrese Alessandro Nannini |                                           |                                                       | Poročilo |
| 11 | Sandown Park      | Rothmans Porsche                    | Spice-Tiga Racing                         | Helmut Gall                                           | Poročilo |
| 11 | Sandown Park      | Derek Bell Stefan Bellof            | Gordon Spice Neil Crang                   | Helmut Gall Altfrid Heger                             | Poročilo |

### Konstruktorsko prvenstvo
Točkovanje po sistemu 20-15-12-10-8-6-4-3-2-1, točke dobi le najbolje uvrščeni dirkalnik posameznega konstruktorja.

#### Razred C1
| Poz | Šasija  | Motor     | 1. | 2. | 3. | 4. | 6. | 7. | 9. | 10. | Skupaj |
| --- | ------- | --------- | -- | -- | -- | -- | -- | -- | -- | --- | ------ |
| 1   | Porsche | Porsche   | 20 | 20 | 20 | 20 | 20 | 20 | 20 | 12  | 120    |
| 2   | Lancia  | Ferrari   | 12 | 10 | 3  | 12 |    |    |    | 20  | 57     |
| 3   | Alba    | Giannini  |    |    |    |    | 12 |    |    |     | 12     |
| 4   | Alba    | Cosworth  |    |    |    |    | 8  |    |    |     | 8      |
| 5   | Lotec   | BMW       |    |    |    |    |    |    | 6  |     | 6      |
| 6   | Tiga    | Cosworth  |    |    |    |    | 4  | 2  |    |     | 6      |
| 7   | Rondeau | Cosworth  | 4  |    |    |    |    | 1  |    |     | 5      |
| 8   | Dome    | Toyota    |    |    |    |    |    |    | 4  |     | 4      |
| 9   | Lola    | Mazda     | 3  |    | 1  |    |    |    |    |     | 4      |
| 10  | March   | Mazda     |    |    |    |    |    |    | 3  |     | 3      |
| 11  | BMW     | BMW       | 2  |    |    |    |    |    |    |     | 2      |
| 12= | Lola    | Chevrolet |    |    |    |    |    |    | 1  |     | 1      |
| 12= | Ecosse  | Cosworth  | 1  |    |    |    |    |    |    |     | 1      |

#### Razred C2
| Poz | Šasija        | Motor    | 1. | 2. | 3. | 4. | 6. | 7. | 9. | 10. | Skupaj |
| --- | ------------- | -------- | -- | -- | -- | -- | -- | -- | -- | --- | ------ |
| 1   | Alba          | Giannini | 12 | 20 | 8  | 10 | 20 | 10 | 8  |     | 80     |
| 2   | Lola          | Mazda    | 20 |    | 20 | 15 |    |    | 12 |     | 67     |
| 3   | Tiga          | Cosworth |    |    |    | 20 | 10 | 20 |    |     | 50     |
| 4=  | Rondeau       | Cosworth |    |    | 15 |    | 15 |    |    |     | 30     |
| 4=  | Alba          | Cosworth |    | 15 |    |    | 15 |    |    |     | 30     |
| 6   | Gebhardt      | BMW      | 10 |    |    |    |    | 12 |    |     | 22     |
| 7   | Lotec         | BMW      |    |    |    |    |    |    | 20 |     | 20     |
| 8=  | March         | Mazda    |    |    |    |    |    |    | 15 |     | 15     |
| 8=  | Ecurie Ecosse | Cosworth | 15 |    |    |    |    |    |    |     | 15     |
| 10  | Mazda         | Mazda    |    |    | 10 |    |    |    | 4  |     | 14     |
| 11= | Gebhardt      | Ford     |    |    |    | 12 |    |    |    |     | 12     |
| 11= | ADA           | Cosworth |    | 12 |    |    |    |    |    |     | 12     |
| 13  | Ceekar        | Ford     |    |    |    | 8  |    |    |    |     | 9      |
| 14  | March         | BMW      |    |    |    |    |    |    | 6  |     | 6      |

#### Razred B
| Poz | Šasija  | Motor   | 1. | 2. | 3. | 4. | 6. | 7. | 9. | 10. | Skupaj |
| --- | ------- | ------- | -- | -- | -- | -- | -- | -- | -- | --- | ------ |
| 1   | BMW     | BMW     | 20 | 20 | 20 | 20 |    | 20 |    |     | 100    |
| 2   | Porsche | Porsche | 15 |    | 15 |    |    | 12 |    |     | 42     |

### Dirkaško prvenstvo
| Poz | Dirkač             | Konstruktor | Moštvo                  | 1  | 2  | 3  | 4  | 5  | 6  | 7  | 8  | 9  | 10 | 11 | Skupaj |
| --- | ------------------ | ----------- | ----------------------- | -- | -- | -- | -- | -- | -- | -- | -- | -- | -- | -- | ------ |
| 1   | Stefan Bellof      | Porsche     | Rothmans Porsche        | 20 | 1  |    | 20 | 8  | 10 | 20 | 20 | 20 |    | 20 | 139    |
| 2   | Jochen Mass        | Porsche     | Rothmans Porsche        | 15 | 20 |    | 4  | 15 | 20 | 15 | 12 | 15 |    | 15 | 131    |
| 3   | Jacky Ickx         | Porsche     | Rothmans Porsche        | 15 | 20 |    | 4  |    | 20 | 15 |    | 15 |    | 15 | 104    |
| 4=  | Henri Pescarolo    | Porsche     | Joest Racing            |    | 15 | 20 | 3  | 15 |    |    | 12 | 10 | 12 | 4  | 91     |
| 4=  | Derek Bell         | Porsche     | Rothmans Porsche        | 20 | 1  |    | 20 |    | 10 | 20 |    |    |    | 20 | 91     |
| 6=  | Jonathan Palmer    | Porsche     | GTi Enginnering         | 8  | 8  |    | 10 | 20 |    |    | 15 | 2  |    | 12 | 75     |
| 6=  | Jan Lammers        | Porsche     | GTi Enginnering         | 8  | 8  |    | 10 | 20 |    |    | 15 | 2  |    | 12 | 75     |
| 8=  | Hans-Joachim Stuck | Porsche     | Brun Motorsport Kremer  | 10 |    |    |    |    |    | 12 | 20 | 12 |    |    | 54     |
| 8=  | David Hobbs        | Porsche     | John Fitzpatrick Racing |    | 3  | 12 | 15 | 6  | 15 |    | 3  |    |    |    | 54     |
| 10  | Paolo Barilla      | Lancia      | Martini Racing          | 12 | 10 |    | 12 |    |    |    |    |    | 15 |    | 49     |